# Obid
Obid es un municipio del distrito de Nové Zámky en la región de Nitra, Eslovaquia, con una población estimada a final del año 2024 de 1143 habitantes.
Se encuentra ubicado al sur de la región, cerca de los ríos Nitra y Hron (cuenca hidrográfica del Danubio) y de la frontera con Hungría.

## Demografía
| Año        | 1994 | 2004 | 2014    | 2024    |
| ---------- | ---- | ---- | ------- | ------- |
| Población  | 0    | 1147 | 1159    | 1143    |
| Diferencia |      | –    | +1,04 % | −1,38 % |

| Año        | 2023 | 2024    |
| ---------- | ---- | ------- |
| Población  | 1135 | 1143    |
| Diferencia |      | +0,70 % |